# Thrinchostoma fulvum
Thrinchostoma fulvum là một loài Hymenoptera trong họ Halictidae. Loài này được Benoist mô tả khoa học năm 1945.